# Synagoga w Olkienikach
Synagoga w Olkienikach – synagoga znajdująca się w Litwie w Olkienikach. Wzniesiona pod koniec XVIII w. przez społeczność żydowską mieszkającą na tamtejszych terenach. Została zniszczona podczas pierwszych dni okupacji Litwy w czasie II wojny światowej przez niemieckich nazistów w czerwcu 1941.

## Architektura

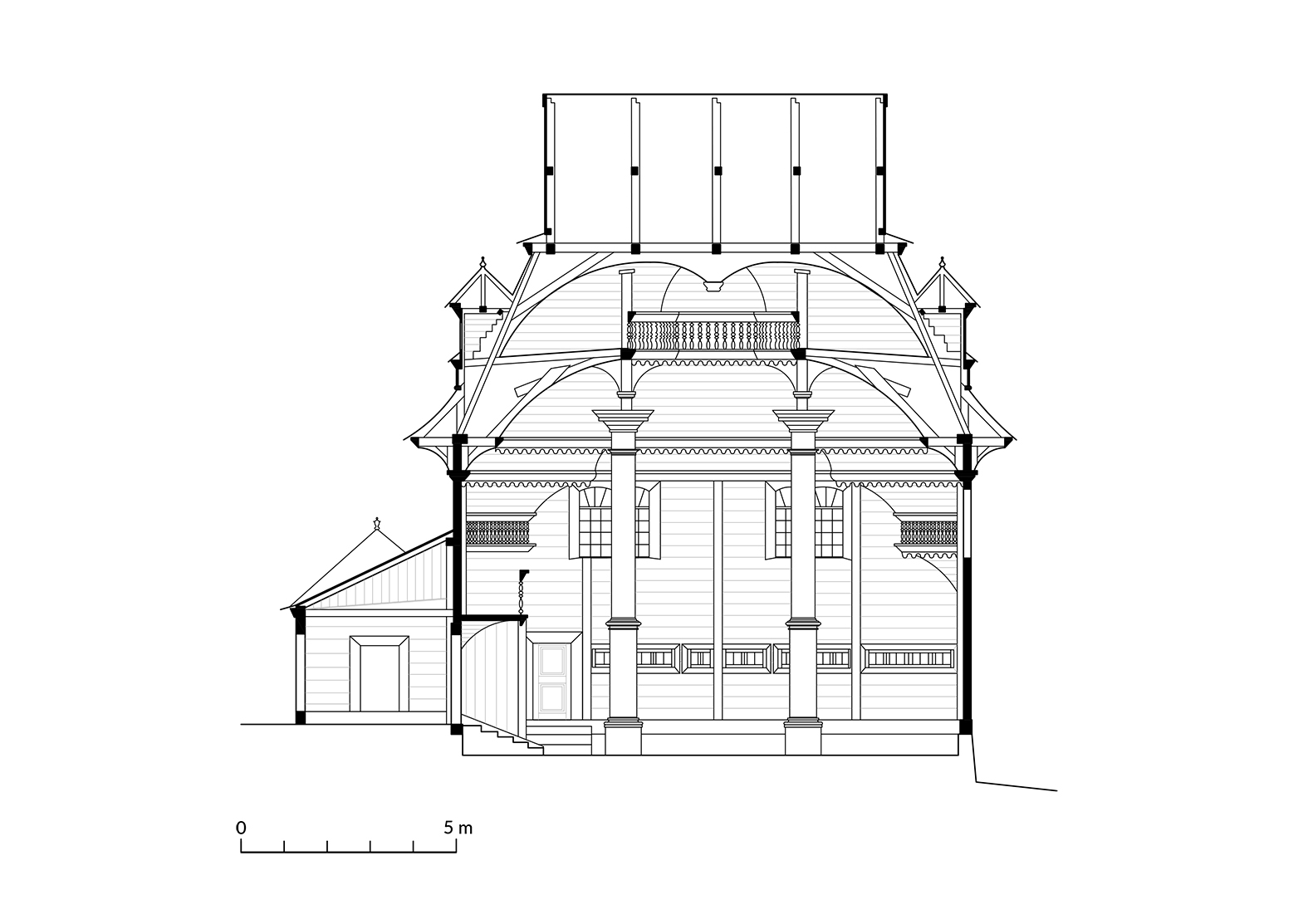
Synagoga w Olkienikach - przekrój

Synagoga składała się z sali głównej, sieni z alkierzami od strony zachodniej i babińca od strony północnej. Ściana południowa sali nie była zabudowana, co stanowi wyjątek wśród bożnic o podobnym układzie. Wysoka główna sala była niemal kwadratowa w planie, o wymiarach 11,60x11,50 m, podzielona kolumnami na 9 równych części. Babiniec oraz sala główna były przedzielone ścianką z małymi oknami.
Budynek wzniesiono na niedużym kamiennym fundamencie. Ściany wszystkich pomieszczeń zrębowe na podmurowaniu, ściany sali z lisicami, od zewnątrz poziomo odeskowane. Pomieszczenia pierwszej kondygnacji  pokryte były dachem jednospadowym. Salę główną przykrywał dach łamany, mansardowy, trzykondygnacyjny. Między pierwszym a drugim piętrem znajdował się szeroki fryz z płaskorzeźbą. Wewnątrz więźba i sklepienie osadzone na wrożnikach i poziomym ruszcie podparte były czterema wewnętrznymi słupami. Kopuła złożona z ośmiu trójkątów sferycznych, opadała w środku do podczepionego do więźby, zakończonego rozetą, wieszara. Doświetlały ją lukarny, osadzone we wschodniej i zachodniej połaciach środkowej kondygnacji dachu.
Na środku frontowej, symetrycznej fasady sieni wejściowej znajdowało się okrągłe okno w ramie kształtu rombu i dwoje drzwi. Po bokach znajdowały się alkierze zwieńczone daszkami czterospadowymi, a pod nimi okna z pilastrami. Między pierwszym a drugim piętrem znajdował się szeroki fryz z płaskorzeźbą. Na środku frontowej, symetrycznej fasady sali głównej, na drugiej kondygnacji,  znajdowały się dwa okna, na trzeciej kondygnacji znajdowała się lukarna. 
Aron ha-kodesz wykonany z drewna, był bogato zdobiony. Obramowany był ażurowymi kolumnami i zwieńczony orłem dwugłowym z rozpostartymi skrzydłami. Powyżej głów umieszczono koronę. 
Rysunki bimy nie zachowały się. Została wrysowana na podstawie zachowanych zdjęć wykonanych przez Szymona Zajczyka na potrzeby książki „Bramy nieba: Bożnice drewniane na ziemiach dawnej Rzeczpospolitej”. Bima wolnostojąca między słupami, przesunięta z poprzecznej osi sali w stronę wejścia. 

## Legendy
Z budową synagogi wiąże się legenda, mówiąca o tym, że Napoleon zatrzymał się w mieście w trakcie inwazji na Rosję i został przywitany przez ludność żydowską. Będąc pod wrażeniem gościnności  podarował Żydom swój czaprak z czerwonego aksamitu, bogato zdobiony i opatrzony jego inicjałami. Dar został wyeksponowany w synagodze.